# Основите на геополитиката
„Основите на геополитиката: Геополитическото бъдеще на Русия“ (на руски: Основы геополитики: Геополитическое будущее России) е геополитическа книга от Александър Дугин. Публикуването ѝ през 1997 г. е добре прието в Русия; има значително влияние в руския военен, полицейски и външнополитически елит   и е използвана като учебник в Академията на Генералния щаб на руските военни.   Впоследствие могъщи руски политически фигури проявяват интерес към Дугин,  руски политически анализатор, който поддържа ултранационалистическа и неофашистка идеология, основана на неговата идея за неоевразийството,  който развива близки отношения с Руската академия на Генерален щаб. 
Дугин кредитира генерал Николай Клокотов от Академията на Генералния щаб като съавтор и негов основен вдъхновител, въпреки че Клокотов отрича това. Генерал-полковник Леонид Ивашов, ръководител на международния отдел на руското министерство на отбраната, помага за изготвянето на книгата.
В книгата се твърди, че Украйна трябва да бъде анексирана от Руската федерация, тъй като се твърди, че „Украйна като държава няма геополитическо значение, особен културен внос или универсално значение, географска уникалност, етническа изключителност, нейните определени териториални амбиции представляват голяма опасност за Евразия и без решавайки проблема „украински въпрос“, да се говори за континентална политика като цяло е безсмислено. В параграфа „Геополитическо разлагане на Украйна“ Дугин пише, че „не може да бъде позволено на Украйна да остане независима, ако не е санитарна граница, което също би било неприемливо“.

## Приложение
Клокотов заявява, че в бъдеще книгата ще „послужи като мощна идеологическа основа за подготовка на ново военно командване“. Дугин твърди, че книгата е приета като учебник в много руски образователни институции.  Бившият председател на руската държавна дума Генадий Селезньов, на когото Дугин е бил съветник по геополитика, „призовава геополитическата доктрина на Дугин да стане задължителна част от училищната програма“.
Книгата може да е оказала влияние във външната политика на Владимир Путин, която в крайна сметка довежда до руската инвазия в Украйна през 2022 г.

## Приемане и въздействие
Старшият сътрудник на Hoover Institution Джон Б. Дънлоп заявява, че „въздействието на този замислен „евразийски“ учебник върху ключовите руски елити свидетелства за тревожния възход на неофашистките идеи и настроения през късния Елцин и периода на Путин“. 
Историкът Тимъти Д. Снайдер пише в The New York Review of Books, че Основите на геополитиката са повлияни от работата на Карл Шмит, привърженик на консервативния международен ред, чиято работа е повлияла на нацистите. Той също така отбеляза ключовата роля на Дугин в разпространението на идеологиите на евразийството и националболшевизма.
Книгата е описана от Foreign Policy като „една от най-любопитните, впечатляващи и ужасяващи книги, излизащи от Русия през цялата постсъветска ера“ и „по-трезва от предишните книги на Дугин, по-добре аргументирана и лишена от окултизъм препратки, нумерология, традиционализъм и друга ексцентрична метафизика“. През 2022 г. Foreign Policy също отбеляза, че „Неотдавнашната инвазия в Украйна е продължение на насърчавана от Дугин стратегия за отслабване на международния либерален ред“.
Според Антон Шеховцов корицата на книгата съдържа изображение на звезда на хаоса, символ, който представлява магията на хаоса в съвременните окултни движения, и използването на символа е в съответствие с общия интерес на Дугин към окулта и окултната символика. След публикуването на книгата Дугин използва символа и като лого на своята партия Евразия.